# Neogalissus pelidnos
Neogalissus pelidnos är en skalbaggsart som beskrevs av Monné och Martins 1981. Neogalissus pelidnos ingår i släktet Neogalissus och familjen långhorningar.
Artens utbredningsområde är Surinam. Inga underarter finns listade i Catalogue of Life.